# 基於安全的設計
基於安全的設計（Security by Design）也稱為設計安全，在軟體工程中，是指一個軟體的設計基礎包含了資訊安全的觀點。
基於安全的設計必須把針對該軟體的惡意行為視為理所當然，並設法在資安漏洞被發現時，盡量減少對該軟體的衝擊。於軟體開發流程中的設計階段，列出安全需求、辨識安全風險及套用控制措施，以作為後續安全功能驗證的基礎，落實安全的軟體生命週期，從設計先期階段著手整體資訊系統安全。基於安全的設計與領域驅動設計等所謂「好的軟體設計」有相關之處。所謂「好的軟體設計」原本可能不是為了符合資訊安全的需求，但它卻可以減少開發過程中可能造成資安漏洞的風險。